# Detlef Enge
Detlef Enge (* 12. dubna 1952 Schwanebeck) je bývalý východoněmecký fotbalista, pravý obránce.

## Fotbalová kariéra
Ve východoněmecké Oberlize hrál za 1. FC Magdeburg. Nastoupil v 91 ligových utkáních a dal 3 góly. V letech 1974 a 1975 získal s 1. FC Magdeburg mistrovský titul a v roce 1973 východoněmecký fotbalový pohár. V Poháru mistrů evropských zemí nastoupil v 6 utkáních a v Poháru vítězů pohárů nastoupil v 8 utkáních. V roce 1974 vyhrál s 1. FC Magdeburg Pohár vítězů pohárů.

## Ligová bilance
| Ročník          | Zápasy | Góly | Klub            |
| --------------- | ------ | ---- | --------------- |
| I. liga 1970/71 | 23     | 1    | 1. FC Magdeburg |
| I. liga 1971/72 | 24     | 0    | 1. FC Magdeburg |
| I. liga 1972/73 | 24     | 2    | 1. FC Magdeburg |
| I. liga 1973/74 | 14     | 0    | 1. FC Magdeburg |
| I. liga 1974/75 | 5      | 0    | 1. FC Magdeburg |
| I. liga 1976/77 | 1      | 0    | 1. FC Magdeburg |
| CELKEM I. liga  | 91     | 3    |                 |